# مأوا (نیوجرسی)
ماوا (به انگلیسی: Mahwah) شهری در ایالت نیوجرسی کشور ایالات متحده آمریکا است که جمعیت آن در سرشماری سال ۲۰۱۰ میلادی، ۲۵٬۸۹۰ نفر بوده‌است.